# Conti di Bigorre

Arme dei conti di Bigorre

I primi conti di Bigorre sono noti attraverso la carta di Allaon, che per altro si è rivelato essere un falso del XVII secolo. Questo documento fa riferimento ad un altro (non pervenutoci), quello di Carlo il Calvo, re di Francia, datato il 30 gennaio 845, il testo più antico che menzioni la contea di Bigorre, il cui beneficiario è il conte Donat-Loup. Pare tuttavia che questo conte appartenesse alla generazione successiva a quella ivi indicata. Se questo documento fosse realmente esistito, esso parlerebbe di un Carlo, re dei Franchi ed imperatore, ed allora bisognerebbe pensare, piuttosto che a Carlo il Calvo, a Carlo il Grosso.
La carta d'Allaon tentava di dimostrare che i conti di Bigorre discendevano secondo la linea maschile dai duchi di Aquitania e dai re merovingi, ma questa tesi sa di fantasioso.
È più verosimile collegare i primi conti di Bigorre ai duchi di Guascogna, parimenti probabili antenati dei re di Navarra e dei conti di Aragona.
Questi ultimi ebbero privilegi, a partire dal IX secolo, dai matrimoni con i conti di Foix, di Bigorre, i visconti di Béarn ed i duchi di Guascogna.

## Costituzione della contea di Bigorre
Il primo conte di Bigorre è attestato al 945.

## I conti

### Casato di Bigorre (Guascogna?)
- prima dell'865: Donat Loup,[1] probabile figlio di Lupo Centullo di Guascogna, conte di Guascogna, sposò Faquilo, figlia di Mansio
- 865-910 circa: Dat Donat e Loup Donat, figli del precedente[1]
- 910 circa-940:Donat III Llop
- 940 circa-956:Raimondo I (Ramon I Dat) († 956), figlio probabile di Donat III Llop e di Lupa Sanchez di Navarra[2][3], che, secondo il Codice di Roda, era figlia illegittima del Re di Pamplona, Sancho I Garcés e di una sua ancella[4].
Raimondo sposò Gersende o Faquilène d'Astarac, figlia di Arnaud, conte d'Astarac e vedova di Auréol d'Aure[5].
- 956-1000 : Luigi († 1000), figlio del precedente[3],[6]
- 1000-1025/1032 : Garcia Arnaldo († 1025/1032), nipote del precedente, figlio d'Arnaldo di Bigorre; sposò Riccarda († 1046)[3],[6]
- 1025/1032-1032/1034 : Garsenda (986 † 1034), figlia del precedente;[3],[6] andata sposa verso il 1010 a Bernardo Ruggero di Foix (981 - 1037) conte de Foix[7].

### Casato di Foix
- 1032/34-1037: Bernardo I (981 † 1037) conte di Foix[3], che aveva sposato Garsenda di Bigorre
- 1037-1077 : Bernardo II (v. 1014 † 1077), figlio del precedente[3] sposato in prime nozze con Clemenza († 1062) ed in seconde con Stefania di Marsiglia, vedova di Goffredo I, conte di Provenza
- 1077-1080 : Raimondo II († 1080), figlio del precedente e di Clemenza[3]
- 1080-1095 : Beatrice I († 1095), figlia di Bernardo II e di Stefania;[3] andata sposa nel 1079 a Centullo V di Béarn († 1088), visconte di Béarn

### Casato di Béarn
- 1080-1090: Centullo I († 1090) ;[3] che aveva sposato nel 1079 Beatrice I di Bigorre
- 1095-1113: Bernardo III († 1113), figlio di Centullo V di Béarn e di Beatrice di Bigorre;[3] sposò verso il 1110 Anicelle de Fézensac, figlia di Astanove II, conte di Fézensac
- 1113-1129: Centullo II († 1129), fratello del precedente[8], figlio di Centullo V di Béarn e di Beatrice di Bigorre; sposò in seconde nozze Stefania di Barcellona, figlia di Raimondo Berengario III, conte di Barcellona e di Dolce di Provenza, contessa di Provenza.
- 1129- 1155 circa: Beatrice II († dopo il 1148), figlia del precedente e della sua prima moglie;[3] andata sposa a Pietro di Marsan († 1163), visconte di Marsan

### Casato dei Marsan
- 1129-1163: Pietro I († 1163), visconte di Marsan e conte di Bigorre;[3] sposò Beatrice II di Bigorre
- 1163-1185: Centullo III († 1185), figlio dei precedenti;[3] sposò nel 1155 Martelle des Baux, figlia di Raimondo, signore di Baux, e d'Etiennette di Gévaudan-Provence.[9]
- 1185-1194 : Beatrice III (1155-1216)[3], alla nascita fu chiamata Stefania e denominata Beatrice III, al momento dell'investitura a contessa di Bigorre, che era andata sposa, in prime nozze, verso il 1177, a Pietro († prima del 1180), visconte di Dax e, rimasta vedova, nel 1180 a Bernardo IV di Comminges (1150 - 1226), che fu conte di Bigorre, insieme alla moglie, sino al 1192, anno della loro separazione[10]

### Casato dei Comminges
- 1185-1192: Bernardo IV di Comminges ( - 1225), marito di Beatrice III.
- 1194-1251: Petronilla di Comminges (1186 - 1251), figlia di Bernardo IV di Comminges e di Stefania-Beatrice di Bigorre;[3] andata sposa:
  1. verso il 1196 a Gastone VI, visconte di Béarn (verso il 1165 - 1215)
  2. a Nuño Sánchez d'Aragona, conte del Rossiglione e di Cerdagne (il matrimonio fu annullato poco dopo)[11]
  3. il 13 novembre 1216 a Guido di Montfort († 1220), figlio di Simone IV di Montfort
  4. ad Aymar de Rançon († 1228), compagno d'armi del precedente marito Guy de Montfort
  5. nel 1228 a Bosone di Mastas († 1247), signore di Cognac

### Casato dei Montfort
- 1251-1255: Alice di Montfort, (1216 - 1255), figlia di Guy de Montfort e di Petronilla di Bigorre; andata sposa nel 1234 a Jourdain de Chabannais; in seconde nozze, nel 1247, a Raoul de Courtenay, signore di Champignelles

### Casato dei Chabanais
- 1255-1283: Eschivat IV de Chabanais († 1283), figlio di Jourdain de Chabannais e di Alice di Montfort, sposò nel 1255 Mascarose II d'Armagnac, che morì subito dopo il matrimonio, ed in seconde nozze, nel 1256, Agnese di Foix, figlia di Ruggero IV, conte di Foix, e di Brunissende de Cardonne[12]
- 1283-1302: Laura di Chabanais, († 1316), sorella del precedente; andata sposa a Simon de Rochechouart (1215-1284), signore di Avalles, dal quale ebbe un figlio ed una figlia, e, in seconde nozze, nel 1284 a Raimondo V, visconte di Turenne

## Successione della contea di Bigorre
Eschivat de Chabanais, nel 1258, aveva nominato suo erede, suo zio, il conte di Leicester, Simone V di Montfort, come da documenti n° IV, V, VI e VII del Procès pour la possession du comté de Bigorre (1254-1503).
Alla morte del conte Simone V di Montfort, nel 1265 la moglie, Eleonora, vedi documento n° VIII, ed il figlio, Simone V di Montfort, vedi documento n° IX, cedettero la successione nella Bigorre al re di Navarra Enrico I.
Eschivat de Chabanais, nel 1276, inoltre aveva donato metà della contea alla sorellastra, Matilde di Courtenay, come da documento n° X del Procès pour la possession du comté de Bigorre (1254-1503).
Nel frattempo, il re d'Inghilterra, Edoardo I, dopo aver confiscato tutti i possedimenti degli eredi di Simone V di Montfort, si comportava come sovrano della contea di Bigorre, come dimostra il documento n° XI del Procès pour la possession du comté de Bigorre (1254-1503).
Prima di morire, Eschivat de Chabanais, nel 1283, come conferma il libro primo della storia della Turenna, aveva nominato erede la sorella Laura di Chabanais, viscontessa consorte di Turenna, che avrebbe dovuto dividere la contea con la sorellastra, Matilde di Courtenay, mentre, dopo la morte di Eschivat, il visconte di Béarn, Gastone VII († 1290) rivendicò la contea in nome della figlia, la viscontessa di Marsan, Costanza di Moncada († 1310), come da lettera del primo settembre 1283, riportata nella Histoire de la Gascogne depuis les temps les plus reculés jusqu'à nos jours. Tome 6.
Vi furono numerose vertenze accompagnate anche da fatti d'arme, sino a che la regina di Navarra, Giovanna I, nel 1297, impose un arbitrato, come da documento n° XII del Procès pour la possession du comté de Bigorre (1254-1503), che portò, nel 1298, alla divisione della contea tra Laura e Matilde, come da documento n° XIII del Procès pour la possession du comté de Bigorre (1254-1503).
Infine, nel 1302, il marito di Giovanna I, Filippo I, che era anche re di Francia (Filippo IV il Bello) acquisì la contea al regno di Navarra, come da documenti n° XIV, XV e XVI del Procès pour la possession du comté de Bigorre (1254-1503).
Nel 1322, il re di Navarra Carlo I, essendo anche re di Francia (Carlo IV il Bello), riunificò le due corone, per cui la contea di Bigorre venne annessa al regno di Francia.
Tuttavia, con il trattato di Brétigny (1360), la contea passò agl'inglesi di Edoardo III. Ma nel 1369 le truppe di Carlo V di Francia ne riconquistarono la capitale Tarbes e tre anni dopo la contea tornava alla corona di Francia.
Si dovette attendere fino al 1425 per rivedere la contea fuori del dominio della corona. Contesa fra i conti di Foix ed i conti di Armagnac, essa entrò definitivamente nella signoria dei conti di Foix (con dichiarazione di vassallaggio al regno di Francia), in quanto Giovanni II d'Armagnac aveva ceduto i suoi diritti al re in cambio della Rouergue. I successori del casato di Foix si fregiarono da quel momento anche del titolo di conti di Bigorre.

## La restaurazione della contea

### Casato dei Grailly

Stemma della casa di Foix-Béarn-Bigorre

- 1425-1436 : Giovanni I di Foix, conte di Foix e di Bigorre, visconte di Béarn; sposò:
  - in prime nozze, nel 1402, Giovanna di Evreux (1386 – 1413), figlia di Carlo III, re di Navarra, e di Eleonora di Castiglia
  - in seconde nozze, nel 1422, Giovanna d'Albret (1403 - 1435), figlia di Carlo I, signore d'Albret, e di Maria di Sully
  - in terze nozze, nel 1435 à Giovanna I d'Urgell (1415 - 1445), figlia di Giacomo II, conte di Urgell, e d'Isabella di Aragona
- 1436-1472: Gastone IV di Foix, figlio del precedente e di Giovanna d'Albret; sposò nel 1436 Eleonora di Navarra, regina di Navarra
- 1472-1483 : Francesco Febo, nipote del precedente, figlio di Gastone di Foix-Navarra, principe di Viane, e di Maddalena di Francia, senza eredi diretti
- 1470-1517 : Caterina di Navarra, sorella del precedente; andata sposa a Giovanni III d'Albret

### Casato di Albret
- 1484-1516: Giovanni III di Navarra, signore d'Albret, conte del Périgord, d'Armagnac e di Rodez, visconte di Limoges e per matrimonio re di Navarra, conte di Foix e di Bigorre, visconte di Béarn; sposò Caterina di Navarra
- 1516-1555 : Enrico II d'Albret, figlio dei precedenti; sposato nel 1527 con Margherita d'Angoulême, sorella di Francesco I, re di Francia
- 1562-1572 : Giovanna III d'Albret, figlia del precedente; andata sposa nel 1548 ad Antonio di Borbone-Vendôme, duca di Borbone-Vendôme

### Casato dei Borbone-Vendôme
- 1572-1607 : Enrico di Borbone, figlio della precedente; nel 1589 divenne re di Francia con il nome di Enrico IV e riunì la contea di Bigorre alla corona di Francia nel 1607.